# Fantastica Oxa
Fantastica Oxa è un album raccolta della cantante italiana Anna Oxa, pubblicato dall'etichetta discografica CBS nel 1988, in concomitanza con la conduzione da parte della Oxa dello show televisivo Fantastico.
La raccolta ebbe un grande successo di vendite e contiene anche Gino, le parole e la canzone Io no, brano presentato a Sanremo nel 1982 che, fino a quel momento, non era mai stato inserito in  alcun LP della cantante.
All'indomani della vittoria dell'artista al Festival di Sanremo 1989 con il brano Ti lascerò, cantato in duetto con Fausto Leali, l'album viene ristampato con l'inserimento della canzone, al posto di Le tue ali.

## Tracce
Versione del 1988
- Lato A

1. Senza di me (What About Me) (1983)
2. Non scendo (Oscar Avogadro/Mario Lavezzi) (1984)
3. A lei (Roberto Vecchioni/Mauro Paoluzzi) (1985)
4. Io no (Oscar Avogadro/Mario Lavezzi) (1982)
5. Le tue ali (1984)
6. Eclissi totale (1984)
7. È tutto un attimo (1986)

- Lato B

1. Caruso (Lucio Dalla) (1988)
2. Medley: Un'emozione da poco/Pagliaccio azzurro (1988)
3. Francesca (Con i miei fiori) (1985)
4. Gino, le parole (1982)
5. Parlami (1985)
6. Navigando (1983)

Versione del 1989
- Lato A

1. Ti lascerò (con Fausto Leali) (Sergio Bardotti e Fabrizio Berlincioni/Franco Fasano)
2. Senza di me (What About Me)
3. Non scendo (Oscar Avogadro/Mario Lavezzi)
4. A lei (Roberto Vecchioni/Mauro Paoluzzi)
5. Io no (Oscar Avogadro/Mario Lavezzi)
6. Eclissi totale
7. È tutto un attimo

- Lato B

1. Caruso (Lucio Dalla)
2. Medley: Un'emozione da poco/Pagliaccio azzurro
3. Francesca (Con i miei fiori)
4. Gino, le parole
5. Parlami
6. Navigando